# أبو الجيوش نصر بن محمد
أبو الجيوش نصر بن محمد (1287 - 1322) هو أبو الجيوش نصر بن محمد الفقيه بن محمد الغالب بالله بن يوسف بن محمد بن احمد بن نصر. من بني نصر أو بني الأحمر المنحدرة من قبيلة الخزرج القحطانية، حكم مملكة غرناطة في الأندلس بين عامي (1309 - 1314) بعدما اعتقل أخيه السلطان أبي عبد الله محمد الثالث 708 هـ.

## حياته
لما تملك أبو الجيوش نصر حكم غرناطة واستولى على ملكها ساءت سيرته وسيرة وزيره ابن الحاج وحكم أهل غرناطة بالقهر والبطش وثار عليه بعض الأمراء ووجهاء الأندلس فاعتقلوه وبايعوا أبو الوليد إسماعيل الأول بن فرج بن محمد الأول بن الأحمر، وثار أحد قواد الأندلس بمدينة مالقة عام 717 هـ يدعى أبو سعيد وزحف إلى غرناطة فهزم عساكر أبي الجيوش ثم صالحهم أبو الجيوش وخرج إلى وادي آش وحكم فيها إلـى أن مـات عام 1322 (722 هـ) ودخـل أبو الوليد إسماعيل بن الأحمر إلى غرناطة وأصبح ملك وسلطان فيها.